# Argostemma bifolium
Argostemma bifolium är en måreväxtart som beskrevs av Henry Nicholas Ridley. Argostemma bifolium ingår i släktet Argostemma och familjen måreväxter. Inga underarter finns listade i Catalogue of Life.